# Dick Glacier
Dick Glacier är en glaciär i Antarktis. Den ligger i Västantarktis. Nya Zeeland gör anspråk på området. Dick Glacier ligger 1 366 meter över havet.
Terrängen runt Dick Glacier är varierad, och sluttar brant västerut. Trakten är obefolkad. Det finns inga samhällen i närheten.